# Concierto para piano n.º 3 (Bartók)
El Concierto para piano y orquesta n.º 3 en mi mayor, Sz. 119, fue escrito por Béla Bartók en 1945 mientras el compositor vivía exiliado en los Estados Unidos y padecía una fase terminal de leucemia. 
Bartók quiso dedicar el concierto a su esposa, Ditta Pásztory-Bartók, talentosa pianista. Al morir Bartók el 26 de septiembre de ese año, el tercer y último movimiento del concierto estaba inconcluso. Su alumno, Tibor Serly, fue responsable de completar los últimos 17 compases.
El concierto se compone de tres movimientos y se aparta notablemente de obras anteriores del autor en la medida en que contiene numerosos temas tonales y carece en buena parte de los rasgos de color sombrío y complejidad rítmica característicos de composiciones previas. Por otro lado, la parte solista es de menor virtuosismo que en los dos primeros conciertos.
El concierto fue interpretado por primera vez el 8 de febrero de 1946, por György Sandor y la Orquesta de Filadefia, dirigida por Eugene Ormandy, con una recepción crítica poco favorable, precisamente por las características antes señaladas.
El acompañamiento orquestal se compone de cuerdas, dos flautas, (la segunda toca también el flautín), dos oboes, (el segundo toca también el corno inglés) dos clarinetes, (el segundo toca también el clarinete bajo)), dos fagots, cuatro trompas, dos trompetas, dos trombones, una tuba, timbales y percusión (que incluye un xilófono y un tam-tam).
Los tres movimientos del concierto tienen una duración total de unos 25 minutos. Son sus tiempos:

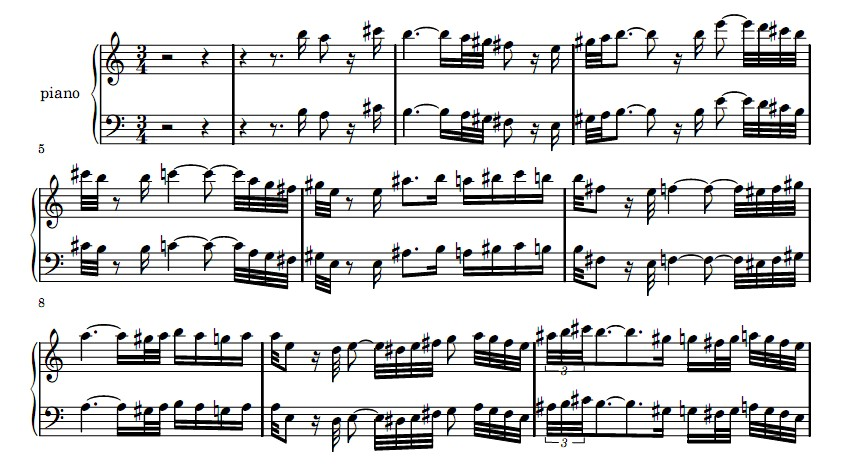
Comienzo del concierto.

- Allegretto
- Adagio religioso
- Allegro vivace

- Datos: Q223329